# Hilary Chełchowski

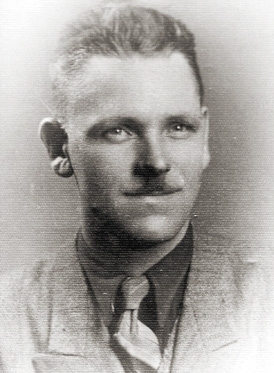
Hilary Chełchowski

Hilary Chełchowski (* 10. Januar 1908 in Mosaki-Stara Wieś, Kongresspolen; † 10. Dezember 1983 in Warschau) war ein Politiker der Polnischen Vereinigten Arbeiterpartei PZPR (Polska Zjednoczona Partia Robotnicza) in der Volksrepublik Polen, der zwischen 1950 und 1952 Vizepräsident des Ministerrates sowie von 1951 bis 1954 Minister für Staatliche Landwirtschaftsbetriebe war.

## Leben
Hilary Chełchowski war in den 1930er Jahren als Arbeiter in Warschau beschäftigt und trat 1932 der Kommunistische Partei Polens KPP (Komunistyczna Partia Polski) bei. Er engagierte sich nach dem Überfall auf Polen sowie der daraufhin erfolgten deutschen Besetzung Polens 1939 in der Volksgarde GL (Gwardia Ludowa) sowie der Volksarmee AL (Armia Ludowa) und trat 1942 als Mitglied der Polnischen Arbeiterpartei PPR (Polska Partia Robotnicza) bei. Er war zwischen 1943 und 1948 Mitglied des Zentralkomitees (ZK) der PPR.
Am 3. Mai 1945 wurde Chełchowski für die Polnische Arbeiterpartei PPR (Polska Partia Robotnicza) Mitglied des Nationalen Landesrates KRN (Krajowa Rada Narodowa), dem er bis 1947 angehörte. Er war Vize-Vorsitzender des Ausschusses für zurückgewonnene Gebiete und Rückführung. Bei der Sejmwahl am 19. Januar 1947 wurde er für die PPR zum Mitglied des Verfassungsgebenden Sejm (Sejm Ustawodawczy) gewählt. Während dieser Zeit war er zwischen 1947 und 1952 Vorsitzender des Landwirtschaftsausschusses sowie Vize-Vorsitzender der PPR-Fraktion. 1948 wurde er Mitglied der Polnischen Vereinigten Arbeiterpartei PZPR (Polska Zjednoczona Partia Robotnicza) und übernahm in der Folgezeit verschiedene Funktionen als Parteifunktionär. Er wurde auf deren I. (Gründungs-)Parteitag (15. bis 22. Dezember 1948) Mitglied des Zentralkomitee der Polnischen Vereinigten Arbeiterpartei (ZK der PZPR) und gehörte diesem Gremium bis zum III. Parteitag (10. bis 19. März 1959) an. Zugleich wurde er Kandidat des Politbüros des ZK und hatte diese Funktion bis zum 21. Oktober 1956 inne und war des Weiteren vom I. (Gründungs-)Parteitag bis zum II. Parteitag (10. bis 17. März 1954) auch Mitglied des Organisationsbüros des ZK der PZPR. Darüber hinaus fungierte er zwischen 1948 und 1950 als Leiter der ZK-Abteilung für Landwirtschaft.
In der ersten Regierung von Ministerpräsident Józef Cyrankiewicz fungierte Hilary Chełchowski zwischen dem 10. Juni 1950 und dem 20. November 1952 als Vizepräsident des Ministerrates und war damit einer der Stellvertretenden Ministerpräsidenten (Wicepremier). Zugleich übernahm er am 29. Mai 1951 das Amt als Minister für Staatliche Landwirtschaftsbetriebe (Minister Państwowych Gospodarstw Rolnych) und hatte diese Funktion bis zum 7. Juni 1954 auch in der Regierung von Bolesław Bierut und der zweiten Regierung Cyrankiewicz inne. Er war für die PZPR zudem zwischen dem 20. November 1952 und dem 20. November 1956 Mitglied des Sejm und vertrat in dieser ersten Legislaturperiode den Wahlkreis Nr. 23 Kielce. Während dieser Zeit gehörte er im Machtkampf innerhalb der PZPR neben Franciszek Jóźwiak, Wiktor Kłosiewicz, Zenon Nowak, Aleksander Zawadzki, Władysław Kruczek, Władysław Dworakowski, Kazimierz Mijal, Franciszek Mazur, Bolesław Rumiński und Stanisław Łapot der einflussreichen Natolin-Faktion an. 
Nach seinem Ausscheiden aus der Regierung war er als Nachfolger von Szczepan Juszak vom 14. Dezember 1954 bis zu seiner Ablösung durch Bronisław Ostapczuk am 18. Dezember 1956 Vorsitzender des Präsidiums des Volksrates der Woiwodschaft Breslau sowie zugleich zwischen dem 5. April 1955 und dem 20. Februar 1957 Mitglied des Staatsrates (Rada Państwa). Im Anschluss fungierte er von 1957 bis 1960 als Regierungsbevollmächtigter für die Ansiedlung und Beschäftigung von aus der UdSSR zurückkehrenden Repatriierten in der Landwirtschaft. Auf dem III. Parteitag (10. bis 19. März 1959) wurde er nur noch Kandidat des ZK der PZPR und hatte diese Funktion bis zum IV. Parteitag (15. bis 20. Juni 1964) inne. 1969 trat er aus der PZPR aus.
Chełchowski wurde mit dem den Orden Kreuz von Grunwald (Order Krzyża Grunwaldu) ausgezeichnet. Nach seinem Tode wurde er auf dem Städtischen Friedhof von Wólka Węglowa bestattet.